# Kopaniny (powiat jędrzejowski)
Kopaniny – kolonia w Polsce położona w województwie świętokrzyskim, w powiecie jędrzejowskim, w gminie Słupia.
Niewielka miejscowość - kolonia, którą tworzy kilka gospodarstw rolnych, od Sosnowca i Starego Sosnowca ok. 1 km. w kierunku na zachód.
W latach 1975–1998 miejscowość administracyjnie należała do województwa kieleckiego.